# Jockey International
Jockey International är en tillverkare, distributör och säljare av underkläder och sovkläder för män, kvinnor och barn. Företaget är baserat i Kenosha i Wisconsin i USA. Jockey är känt för att ha uppfunnit den första Y-frontkalsongen år 1934. Jockey är ett registrerat varumärke i 120 länder.